# Fedeltà (legame)

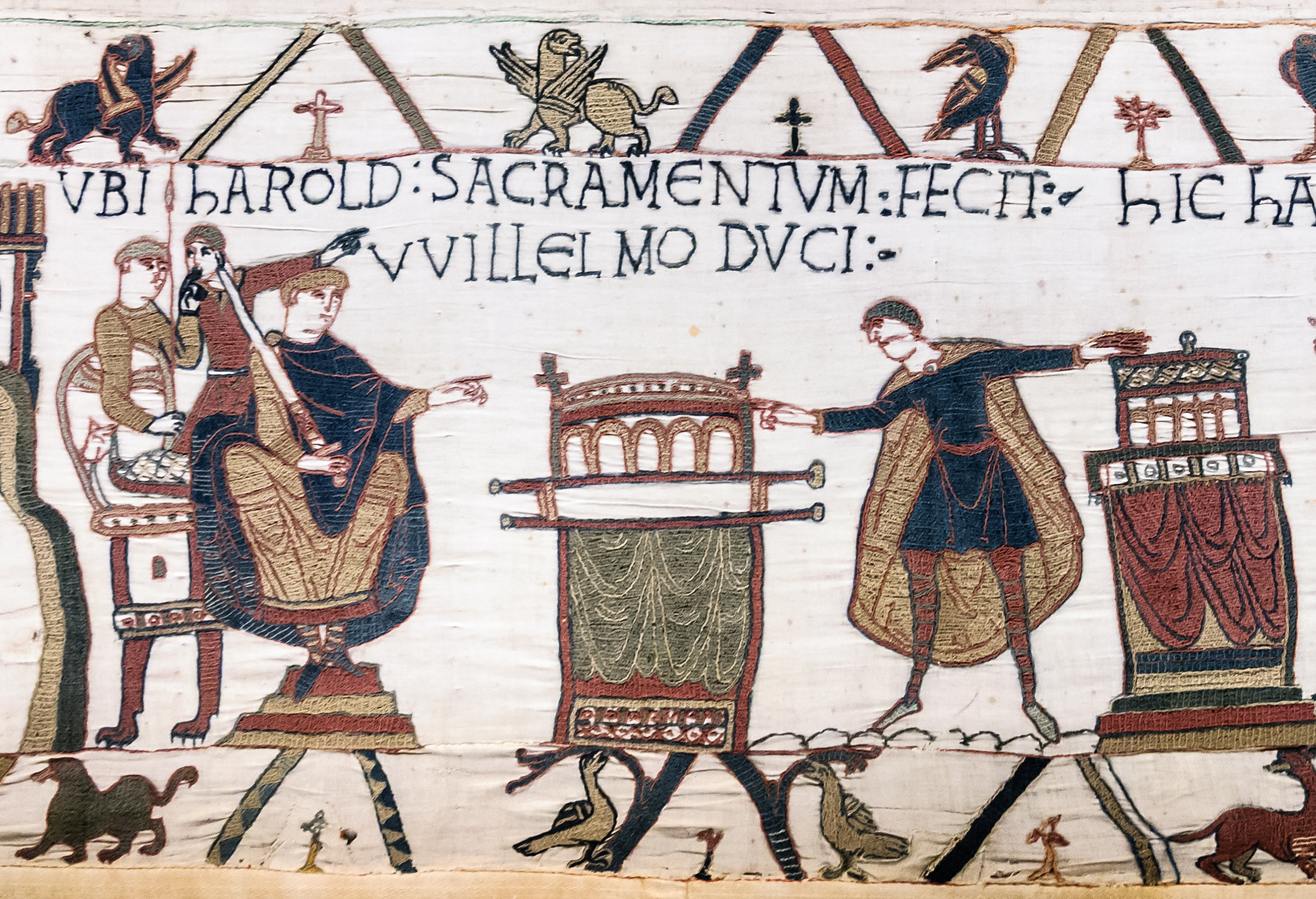
Un particolare dell'arazzo di Bayeux - lat. UBI HAROLD SACRAMENTUM FECIT WILLELMO DUCI (Qui Harold presta giuramento al duca Guglielmo).

Un giuramento di fedeltà, dal latino fidelitas (la fedeltà o "sentimento di lealtà verso..."), è un pegno di lealtà di una persona verso un'altra. In genere il giuramento viene fatto su di un oggetto religioso come una Bibbia o su una Santa reliquia, spesso contenute all'interno di un altare, vincolando il giuramento come fatto davanti a Dio. Fedeltà e omaggio sono un elemento chiave del feudalesimo.

## Storia
Nell'Europa medievale, un giuramento di fedeltà è stato un elemento fondamentale del sistema feudale nel Sacro Romano Impero. Esso è stato giurato tra due persone, la persona obbligata (vassallo) ed una persona di rango (signore feudale). Il giuramento di fedeltà/lealtà era solitamente effettuato nell'ambito di una cerimonia tradizionale, in cui il sottoposto fedele o il vassallo dava al suo Signore un pegno di fedeltà e di accettazione delle conseguenze di un tradimento della fiducia. In cambio il Signore ha promesso di proteggere e rimanere leale al suo vassallo. I diritti conferiti al vassallo erano così simili al possesso effettivo che è stato descritto come usufrutto (dominium utile), mentre i diritti del Signore erano di proprietà diretta (dominium directum).
Nel tardo Medioevo, l'investitura e il giuramento di fedeltà sono state sempre registrate in un atto; in tempi moderni questo ha sostituito la cerimonia tradizionale. Dove la distanza geografica tra le due parti è stata significativa, il Signore poteva nominare un rappresentante davanti al quale il giuramento veniva prestato.
L'intero contratto tra cui il giuramento di fedeltà era parte di una formale cerimonia di encomio che ha creato il rapporto feudale.

## Giuramento generale della fedeltà al re
Il giuramento generale di fedeltà al re è un'istituzione del regno carolingio, che esisteva da tempo sotto i Merovingi, come indicato nel formulario di Marcolfo. 
Nel 789, Carlo Magno promulgò un capitolo affermando che il giuramento di fedeltà al re doveva essere pronunciato da tutti gli uomini liberi. I missi dominici, inviati dall'imperatore, sono incaricati della raccolta dei giuramenti. La prestazione dei giuramenti si rinnoverà in tutto il regno nel 793, 802, 806 e 812.
Nel 793, dopo la congiura di Pipino il Gobbo (i cospiratori non avevano giurato), Carlo Magno invia le istruzioni ai Missi Dominici per organizzare il giuramento generale di fedeltà al re. Egli ordina ai missi di far giurare prima vescovi e abati, i conti e Vissi Dominici, i Visdomini (uomini di fiducia dei vescovi), arcidiaconi e canoni. Seguito da monaci e chierici che fanno vita in comune, che sono esenti dal vero giuramento, ma devono giurare fedeltà alla presenza dell'abate, « poi gli avvocati (che amministrano le terre della Chiesa) e vicari, i centenier, i chierici e sacerdoti secolari ». Infine, « tutto il popolo » (gli uomini validi di almeno dodici anni di età): « i proprietari indipendenti, uomini a servizio dei vescovi e delle badesse e dei conti, o di altri signori, e servi della gleba e della Chiesa ed i coloni, e gli schiavi che sono onorati dal loro padrone con incarichi e benefici: che tutti giurino. » I contadini assoggettati, schiavi o liberti, sono esclusi dal giuramento, con l'eccezione di coloro che dipendono direttamente dal re o dalla Chiesa.

## Attualmente
Il termine è anche utilizzato dai madrelingua inglesi per riferirsi a simili giuramenti di fedeltà in altre culture feudali, come il Giappone medievale, così come nei moderni contesti politici.